# كأس هولندا السياحية 2010
كأس هولندا السياحية 2010 هو سباق دراجات نارية أقيم بتاريخ 26 يونيو 2010 في حلبة أسن تي تي. كان الجولة السادسة من أصل 17 في سباق الجائزة الكبرى للدراجات النارية موسم 2010. فاز خورخي لورنزو بفئة الموتو جي بي بينما جاء داني بيدروسا في المركز الثاني وحصل على المركز الثالث كيسي ستونر. فاز بفئة الموتو 2 الإيطالي أندريا يانوني.

## وصلات خارجية
- الموقع الرسمي